# Hôtel Château Frontenac
 (août 2017).
L’hôtel Château Frontenac est situé dans le 8e arrondissement de Paris au 54 rue Pierre-Charron, à proximité des Champs-Élysées. Il appartient au groupe Frontenac.

## Histoire
La construction de ce bâtiment date de 1882. Autrefois[Quand ?], l'hôtel abritait le cabaret Le Gerny's. En 1978, la famille Frontenac a acquis ce bâtiment haussmannien, qui a fait l'objet d'une rénovation architecturale dans le style Art déco des années 1920. Puis en 2009, une rénovation des parties communes a eu lieu.   
Le groupe Frontenac détient cet hôtel ainsi que trois autres dans le quartier des Champs-Élysées (le Rochester Champs-Elysées, le Franklin Roosevelt et le Splendid Étoile). 

## Informations économiques
L’hôtel possède 104 chambres.